# Мадера (град)
Вижте пояснителната страница за други значения на Мадейра.
Мадèра (на английски: Madera), срещано с погрешното изписване Мадейра, е град, окръжен център на окръг Мадера в щата Калифорния, Съединените американски щати.

## Население
Според приблизителна оценка за населението от 2017 г. в града живеят 65 508 души.